# Ján Lašák

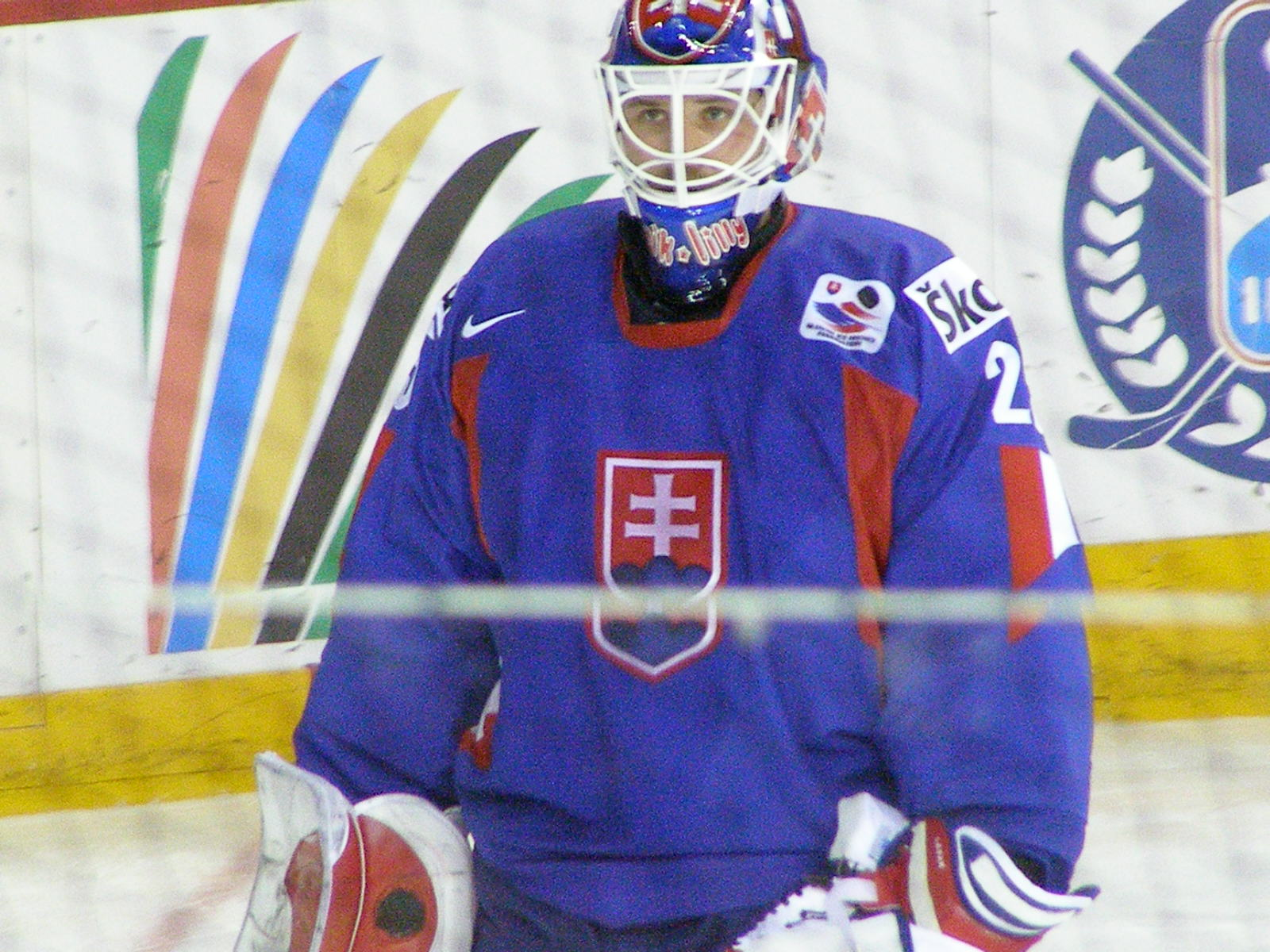
Lašák i VM 2008.

Ján Lašák, född 10 april 1979 i Zvolen, Tjeckoslovakien, är en slovakisk professionell ishockeymålvakt som säsongen 2015-2016 spelar för HC Bílí Tygři Liberec i Extraliga. Lašák debuterade säsongen 1998–99 i HKm Zvolen, sedan under sommarens NHL-draft 1999 valdes han som 65:e spelare totalt i andra rundan av Nashville Predators och så bar det i väg till NHL. Det tog dock några år innan han fick chansen att spela i Nashville Predators år 2002.
Lašák var med och tog VM-guld med Slovakien 2002 i turneringen som spelades i Göteborg, Jönköping och Karlstad. Han har också varit med i ett flertal andra VM och i två OS.

## Klubbar
- HKm Zvolen 1998–99
- Hampton Road Admirals, ECHL, 1999–00
- Milwaukee Admirals, AHL, 2000–2003
- Nashville Predators, 2002–2003
- SKA Sankt Petersburg, KHL, 2003–04
- HC Pardubice, Extraliga, 2004–2009
- HC Košice, Extraliga, 2009
- HK Atlant, KHL, 2009–10
- Jokerit, FM-ligan, 2010–2011
- HK Amur Chabarovsk, KHL 2011-2012
- HK Spartak Moskva, KHL 2013
- HC Dukla Trenčín, Extraliga, 2013-2014
- HC Bílí Tygři Liberec, Extraliga, 2014–